# José Cevallos Enríquez
José Francisco Cevallos Enríquez (Guayaquil, 18 gennaio 1995) è un calciatore ecuadoriano, centrocampista dell'El Nacional.

## Biografia
È figlio di José Cevallos, anch'egli calciatore di ruolo portiere.

## Caratteristiche tecniche
Cevallos è un centrocampista offensivo che predilige il gioco tra le linee. È molto abile a servire assist ai compagni ma anche a saltare l'avversario per poi provare (con il suo piede destro potente e preciso) la "gran botta" da fuori area. Per questo Cevallos è considerato uno dei giovani più interessanti del panorama intercontinentale.

## Carriera

### Club
La sua carriera da calciatore inizia nel 2007 quando viene acquistato dal Panamá per militare nelle varie divisioni giovanili del club. Dopo una sola stagione viene acquistato dall'LDU Quito. Con i Los Albos debutta il 30 gennaio 2011 nella partita persa contro l'Olmedo. Una settimana dopo segna la sua prima rete ufficiale in carriera contro il Barcelona.
Il 28 gennaio 2013 passa in prestito con diritto di riscatto alla società italiana della Juventus ma a fine stagione torna in Ecuador senza collezionare nemmeno una presenza con la squadra bianconera.

### Nazionale
Debutta con l'Under-17 nel 2011, esattamente il 12 marzo, nel match contro la Bolivia Under-17. Segna la sua prima rete con la maglia della nazionale il 4 aprile nel match perso contro il Brasile Under-17.

## Palmarès

### Club

#### Competizioni nazionali
- Coppa del Kazakistan: 1

Aqtóbe: 2024